# Клічкув-Великий
Клічкув-Великий (пол. Kliczków Wielki) — село в Польщі, у гміні Бжезньо Серадзького повіту Лодзинського воєводства.
Населення — 147 осіб (2011).
У 1975-1998 роках село належало до Серадзького воєводства.

## Демографія
Демографічна структура станом на 31 березня 2011 року:
|          | Загалом | Допрацездатний вік | Працездатний вік | Постпрацездатний вік |
| -------- | ------- | ------------------ | ---------------- | -------------------- |
| Чоловіки | 75      | 13                 | 53               | 9                    |
| Жінки    | 72      | 16                 | 34               | 22                   |
| Разом    | 147     | 29                 | 87               | 31                   |